# Анатолік (фема)
38°25′52″ пн. ш. 32°14′54″ сх. д. / 38.431215361111° пн. ш. 32.248251561111° сх. д.
Фема Анатолік або Анатоліки (Анатолікон) (грец. Άνατολικόν θέμα) — військово-адміністративна одиниця Візантійської імперії (фема), яка розташовувалась у центральній частині Малої Азії (сучасна Туреччина). Назва походить від історичної назви внутрішніх районів півострова — Анатолія. Утворено у 660-х роках. Припинила існування у 1078 році внаслідок завоювання сельджуками.

## Історія
основу військовій організації феми було закладено у 640-х роках, коли після поразок від арабів сюди було переведено частини східних легіонів, що підпорядковувалися magister militum per Orientem (військовому магістру Сходу). Інституційне оформлення феми відбулося за часів імператора Константа II. Перша письмова згадка про фему Анатолік належить до 669 року. З самого початку відігравала важливу політичну роль з огляду на заможність та військову потугу. 669 року війська феми змусили імператора Костянтина IV зберегти титули співімператорів для братів Іраклія й Тиберія. 695 року війська Анатоліка стали рушійною силою у поваленні імператора Юстиніана II.
Протягом VII—IX ст. була місцем постійних сутичок між візантійцями та мусульманами. особливо страждали східні та південні турми феми. У 690-х роках з феми виокремлено західну частину, де було утворено Фракісійську фему. Сюди у 710—720-х і 800—830-х роках здійснювали потужні військові походи арабів. У 644, 646, 669, 708, 716 араби захоплювали Аморій, що був центром феми.
У 717 році стратег феми Лев за підтримки сусідніх фем повалив імператора Феодосія III. За часів Ісаврійської та Аморейської династій фема відігравала визначну роль у захисту Малої Азії від нападів арабських еміратів, що утворилися в Кілікії, який спонукали до нападів на Візантію багдадські халіфи. разом з тим володарі розуміли потугу та небезпечність стратегів феми, тому продовжили її реформування. У 720 роках з південних турм Анатолійської феми створено самостійну фему Кібиреоти. 742 року фема надала вагому підтримку імператору Костянтину V проти Артабаста, що захопив трон. З 740-х років тут перемагають ідеї іконоборства.
Після перемоги візантійців у битві при Акроіноні 740 року на деякий час напади на Анатолік припинилися. Але після поразки візантійців у битві біля Копіднадоні 788 року — поновилися з новою силою. У 797, 806, 838, 878, 888, 894, 897, 931 і 963 роках Аморій та значна частинна феми знову постраждали. Відбувається занепад міст та господарства загалом. Складна ситуація сприяла численним заколотом проти імператорської влади. 803 року відбулося потужне повстання моностратега і доместіка схол Бардана Турка, що спирався насамперед на Анатолік. Але вже у 813 році стратег Анатоліка Лев Вірменин (родич Турка) досяг імператорського трону. У 820—823 роках фема була базою для повстання Фоми Слов'янина.
За часів імператора Феофіла прикордонні Анатоліка та Кілікії було зміцнено численними фортецями, чому також сприяв рельєф місцини. Феофіл також створив 2 клейсури (на кшталт західноєвропейської марки) — Каппадокію та Селевкію, які за часів імператора Льва VI набули статус фем.
З 940-х років Візантія переходить у наступ, що завершився у 960-х роках численними перемогами над мусульманськими еміратами. В результаті фема звільнилася від небезпеки й почала відроджуватися. З цього часу фемні війська загалом зберігають вірність імператорам, а стратеги відходять від практики заколотів.
Розвиток Анатоліка тривав до кінця 1060-х років. В цей час починаються напади тюркських загонів, що рушили разом з армією сельджуків на захід. 1069 року відбувся перший напад сельджуків на Анатолік. Становище феми погіршилося після важкої поразки візантійців у 1071 році у битві при Манцикерті. Вторгненню ворога також сприяла внутрішня боротьба за владу та некомпетентна політика центрального уряду. Внаслідок заколоту Никифора Вотаніата фема була зовсім ослаблена. Її до 1078 року захопив Сулейман ібн Кутулмиш. Надалі стала центром Румського султанату. У 1090-х роках Візантії тимчасово вдалося відвоювати землі феми, проте закріпитися не вдалося.

## Адміністрація
Охоплювала територію старовинних областей Лікаонію, Пісидію, Ісаврію, значну частину Фригії, а також римську провінцію Галатію Секунду. Крім того на початку утворення (до 690 і 720 років) — західне й південне узбережжя Малої Азії. Спочатку адміністративним центром феми було місто Аморій, з 839 року — фортеця Полібот.
Війська феми до IX ст. в середньому нараховували 15 тис. вояків. Тут розташовувалося 34 фортеці. На чолі феми стояв стратег (зі титулом патрикія та рангами анфипата або протоспафарія), що був за рангом вище інших стратегів фем Малої Азії. Вперше про нього згадано у 690 році. Отримував зарплатню 40 лібрів золота на рік. В часи війн з халіфатом стратеги феми Анатолік часто отримували посаду моностратега, керуючи військами сусідніх фем.

## Відомі стратеги
- Леонтій (685—686)
- Лев Ісавр (713—717)
- Михайло Меліссен (766—767)
- Барда Арцруні (767—776)
- Артабаст Маміконян (776—778)
- Бардан Турк (802—803)
- Роман (808—811)
- Лев Вірменин (811—813)
- Феодосій Меліссен (820-ті)
- Фотін (сер. 820-х)
- Фока (860-ті)
- Євстафій Аргир (904—906)
- Никифор Фока (946—954)
- Лев Фока Молодший (959)
- Іоанн Куркуас (960)
- Никифор Ксіфій (1020—1022)
- Феофілакт Далассен (1022—1023)
- Никифор Вотаніат (1073—1077)
- Никифор Меліссен (1077—1078)